# Kate Josephine Bateman

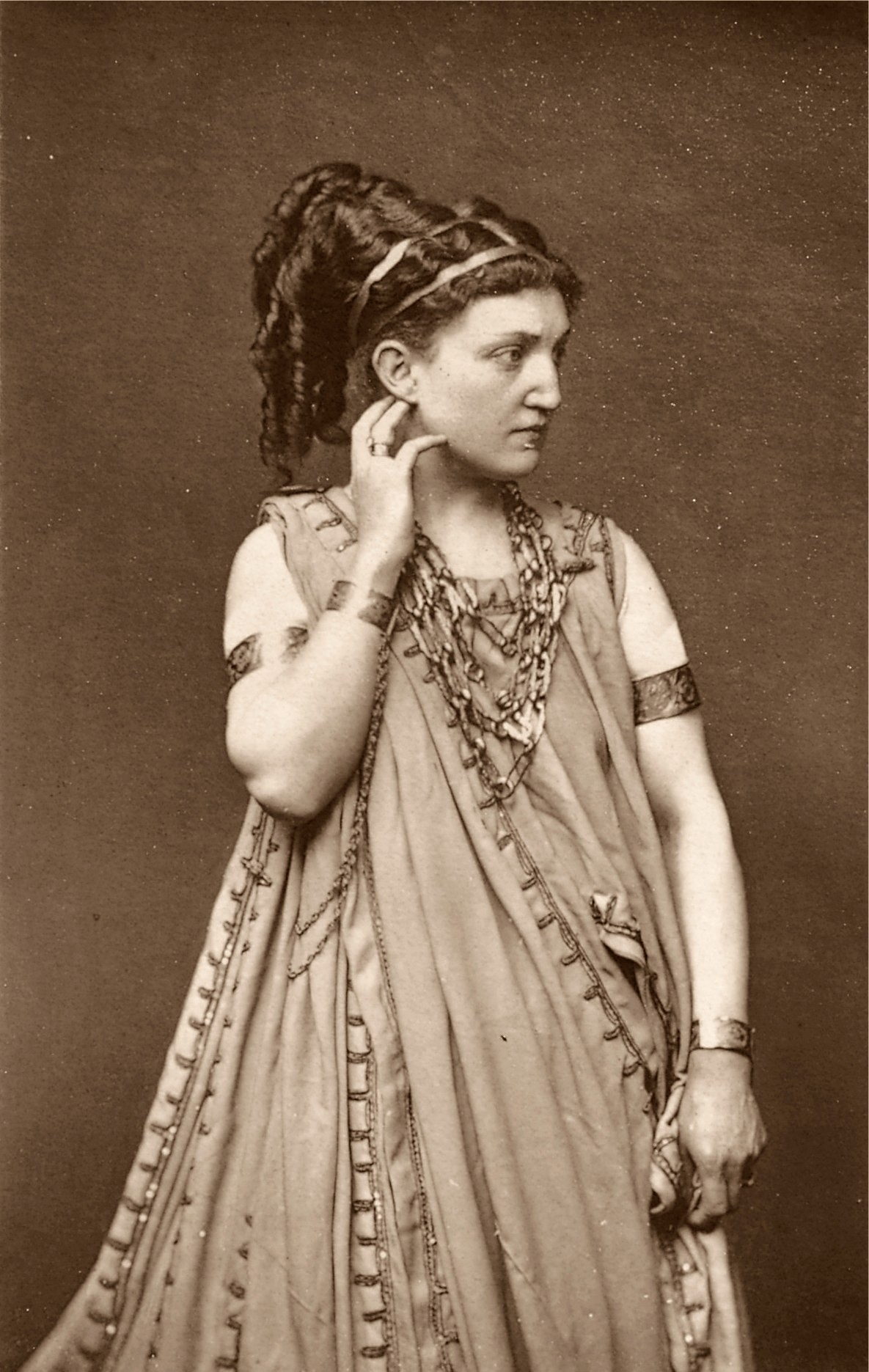
Kate Josephine Bateman

Kate Josephine Bateman (spr. behtmän) (* 7. Oktober 1842 in Baltimore, Maryland; † 8. April 1917 in London) war eine US-amerikanische Schauspielerin.

## Leben
Bateman stammte aus einer Schauspielerfamilie. Sie war die älteste Tochter des Schauspielers und Impresario Hezekiah Linthicum Bateman (1812–1875) und dessen Ehefrau, der Schauspielerin und Bühnenautorin Sidney Frances Cowell (1823–1881). Ihre Schwestern Ellen (* 1845), Virginia (* 1853), Isabel (* 1854) und Georgina (* 1956) gingen ebenfalls zum Theater. Der Autor und Schauspieler Joseph Cowell (1792–1863) war ihr Großvater, die Sängerin Mary-Anne Cowell ihre Großmutter.
Mit fünf Jahren hatte Bateman ihren ersten Auftritt 1847 in Louisville (Maryland). Ihre Eltern managten ihre beiden ältesten Töchter als „Kinderstars“ und organisierte auch Vorstellungen; die Drehbücher dazu verfasste meistenteils die Mutter. 1849 ließ sich die Familie Bateman in New York nieder, wo noch im selben Jahr P. T. Barnum die Bateman-Children Kate und Ellen für sein „American Museum“ engagierte. 1850 organisierte Barnum für Kate und Ellen eine große Tournee nach und durch Großbritannien, wo sie in allen großen Städten auftraten. Im Herbst 1852 kehrte das Ensemble nach New York zurück. Im darauf folgenden Frühjahr starteten die beiden „Kinderstars“ Kate und Ellen zu einer ca. zwei Jahre dauernden Tournee durch die USA. 1855 kam die ganze Familie Bateman wieder zusammen und ließ sich in Kalifornien nieder. Kate und Ellen waren im Winter 1855/56 in San Francisco zum letzten Mal unter dem Namen „The Bateman Children“ zu sehen.
Bateman ging zurück nach New York und bekam dort März 1860 im Winter Garden Theatre ihr erstes Solo-Engagement am Broadway. Nach großen Erfolgen an allen großen Theatern ihrer Heimat nahm sie 1863 ein Engagement am Adelphi Theatre in London an. Dort im West End war sie mit großem Erfolg in der Rolle der „Leah“ zu sehen und konnte diesen Erfolg noch über 200 mal wiederholen.
1865 kehrte Bateman nach New York zurück und heiratete am 13. Oktober 1866 in Brooklyn George Crowe (1841–1889) und hatte mit ihm eine Tochter: Sidney Kate Bateman Crowe (* 1871). Der Journalist und Historiker Eyre Crowe war ihr Schwager.
Ab 1868 nahm Bateman wieder einige Engagements an: erst kleinere Rollen in New York, später ging sie wiederum nach London, wo sie immer noch Erfolge mit ihren Auftritten feiern konnte. Kate Josephine Bateman starb am 8. April 1917 in London und fand ihre letzte Ruhestätte auf dem St Marx Churchyard von Hendon (London Borough of Barnet).

## Rollen (Auswahl)
- Leah – Leah, the forsaken (August Daly)[1]
- Evangeline – Evangeline (Henry Wadsworth Longfellow)[2]
- Geraldine (in einem Stück ihrer Mutter)
- Julia – Romeo und Julia (William Shakespeare)
- Pauline – The Lady of Lyons  (Edward Bulwer-Lytton)
- Lady Macbeth – Macbeth (William Shakespeare)

## Bilder
- Die National Portrait Gallery besitzt von Kate Josephine Bateman ein Porträt[3] und einige Fotografien, die aus dem Atelier W. & D. Downey stammen.
- 1996 schuf der Maler Lucian Freud sein Ölgemälde Pluto and the Batemann sisters (Kate und Ellen)